# Otto Kittel
Otto Kittel, nemški častnik, vojaški pilot in letalski as, * 21. februar 1917, Kronsdorf, † 14. februar 1945, Dzukste.

## Življenjepis
Otto »Bruno« Kittel se je rodil 21. februarja 1917 v Kronsdorfu (danes Krasov) v regiji Jägerndorf (danes Krnov) v Sudetih. Luftwaffe se je pridružil januarja 1939 in se začel usposabljati za vojaškega pilota v novembru istega leta. Po uspešnem zaključku usposabljanja je bil januarja 1941 dodeljen v drugo eskadriljo štiriinpetdesetega polka,  2./JG 54, ki je imel bazo v mestu Jever v severni Nemčiji.  
31. maja 1941 je imel prve težave s svojim lovcem Messerschmitt Bf 109 F-2 (W. Nr. 127 25), ki je zaradi tehnične okvare strmoglavilo. Kittel se je moral iz padajočega letala nad mestom Spikeroog rešiti s skokom s padalom. Svojo prvo zračno zmago je dosegel 24. junija 1941, v začetni fazi Operacije Barbarossa, kamor je bila njegova enota premeščena pred začetkom invazije na Sovjetsko zvezo. Njegovi prvi žrtvi sta postala sovjetska lahka bombnika Tupoljev SB-2. Svojo deseto zmago je dosegel že 12. septembra, svojo dvajseto pa eno leto kasneje, 23. septembra 1942. 
12. januarja 1943 je v enem dnevu sestrelil kar šest letal, za zmage od 22 do 27. Svojo 30. zračno zmago je dosegel 24. januarja 1943, 19. februarja pa svojo 39, ki je bila hkrati 4.000. za JG 54. Po doseženi 47. zmagi je bil marca 1943 s svojim lovcem Focke-Wulf Fw 190 A-4 (W. Nr. 142 481) prisiljen zasilno pristati kakšnih 60 kilometrov za sovražnikovimi črtami. V polarnih temperaturah je Kittel prepešačil to razdaljo v treh dneh in se preko zamrznjenega jezera Ilmen vrnil v svojo enoto in bil zaradi ozeblin poslan v bolnišnico. Kmalu za tem je bil odlikovan z Nemškim križem v zlatu. 
V 2./JG 54 se je vrnil konec maja 1943 in 11. junija dosegel svojo 50. zračno zmago. Samo v juliju je Kittel, ki se ga je prijel nadimek »Bruno«, dosegel 25 zračnih zmag, od katerih je štiri dosegel 5. julija, tri 7. julija, štiri 13. julija, tri 16. julija, svojo osemdeseto zmago pa 27. julija. Kar sedem sovjetskih letal je sestrelil 4. avgusta (87–93). Svojo stoto zmago je dosegel 14. septembra, 120. pa 19. oktobra. Za 123 zračnih zmag je bil 26. oktobra 1943 odlikovan z Viteškim križem. 
Do konca leta 1943 je nanizal že 127 zračnih zmag in bil januarja 1944 premeščen v Francijo, kjer je pri Ergänzungs-Jagdgruppe Ost s sedežem v Biarritzu začel delati kot inštruktor. Med opravljanjem te dolžnosti je bil povišan v čin poročnika. Marca 1944 je bil spet poslan na fronto, kjer je prevzel poveljstvo nad 3./JG 54 kot Staffelkapitän. Marca 1944 je dosegel skupaj 14 zračnih zmag, vključno s svojo 130., ki jo je dosegel 7. marca in 140. ki jo je dosegel 30. marca. 8. aprila je Kittel sestrelil pet sovražnih letal in svoj skupni seštevek dvignil na 152 sestreljenih sovražnih letal, za kar je bil 11. aprila odlikovan s hrastovimi listi k viteškemu križu (Nr. 449). 
Pet letal je sestrelil tudi 28. junija (159–163), svojo dvestoto zmago pa je dosegel 26. avgusta 1944. V oktobru je sestrelil skupaj 34 sovražnih letal, enega svojih največjih uspehov pa je dosegel 27. oktobra, ko je v enem spopadu sestrelil kar sedem sovražnih letal.(248–254). 25. novembra je bil za pogum v spopadu s sovražnikom in 239 zračnih zmag odlikovan z meči k viteškemu križu (Nr. 113), hkrati pa je bil povišan v nadporočnika. 
14. (po drugih podatkih pa 16.) februarja 1945 se je Otto Kittel dvignil v zrak proti prihajajočim jurišnikom Iljušin Il-2 nad mesto Dzukste. Poročila pravijo, da je Kittel z višine napadel formacijo osmih jurišnikov in enega poškodoval, pri tem pa ga je zadel obrambni ogenj enega od preostalih letal. Njegovega Fw 190 A-8 (W. Nr. 960 282) Črna 1 je zajel ogenj in je strmoglavil. Zaradi premajhne višine Kittel ni mogel izskočiti iz letala in je v razbitinah umrl.
Otto Kittel je na 583 bojnih nalogah dosegel skupno 267 zračnih zmag, od katerih je bilo 94 sovjetskih jurišnikov Iljušin Il-2 Šturmovik, s čimer je postal četrti najuspešnejši letalski as vseh časov. Med vso svojo kariero ga do zadnjega boja ni premagal noben pilot, sestreljen pa je bil samo enkrat (in to od protiletalskega ognja).

## Odlikovanja
- Frontna letalska značka v zlatu s priponko za »500« bojnih poletov
- Železni križec 2. in 1. razreda
- Ehrenpokal der Luftwaffe (21. december 1942)
- Nemški križ v zlatu (26. februar 1943)
- Viteški križ železnega križca (26. oktober 1943)
  - hrastovi listi k viteškemu križu, 449. dobitnik (11. april 1944)
  - meči k viteškemu križu, 113. dobitnik (25. november 1944)